# 李重文
李重文（韓語：이중문，1983年10月27日—），韓國男演員，為李枖原的堂弟。

## 個人生活
2016年5月1日,與交往三年的女友舉行婚禮。

## 演出作品

### 電視劇
- 2003年：KBS《她是最棒的》
- 2005年：KBS《18．29》飾演 金雪
- 2006年：SBS《101次求婚》
- 2007年：KBS《愛也好恨也好》飾演 張玄佑
- 2009年：MBC《善德女王》飾演 玖東
- 2009年：KBS《大家一起恰恰恰》
- 2010年：SBS《唐突的女人》飾演 韓州銘
- 2014年：SBS《清潭洞醜聞》飾演 張書俊
- 2014年：SBS《重擊》飾演 李尚英
- 2015年：MBC《心情好又暖》飾演 洪甲
- 2015年：網路劇《甜蜜的誘惑》
- 2018年：MBC《秘密與謊言》飾演 尹在彬
- 2022年：KBS《黃金面具》飾演 洪真優

### 電影
- 2006年：《野獸（朝鲜语：야수 (2006년 영화)）》
- 2006年：《姐姐過去吧（朝鲜语：언니가 간다）》
- 2007年：《Out Of My Intention》
- 2021年：《酸酸甜甜愛上你》飾演 主治醫生

### MV
- 2005年：朴尚民《一個人》
- 2007年：M TO M《壞男人》
- 2008年：Naomi《壞愛情》
- 2008年：玉珠鉉《Honey》
- 2009年：朴正炫《眼淚嘩啦啦》
- 2010年：f(x)《Thrill Love》
- 2010年：Star《今天好痛》
- 2013年：Outsider（feat.李秀英）《悲傷哭泣的鳥》
- 2013年：Miss $《Just Let Me Live》

## 外部連結
- 李重文的Instagram帳戶
- NAVER （页面存档备份，存于）